# Жевре Шамбертен
Жевре Шамбертен (фр. Gevrey-Chambertin) насеље је и општина у источном делу централне Француске у региону Бургоња, у департману Златна обала која припада префектури Дижон.
По подацима из 2011. године у општини је живело 3065 становника, а густина насељености је износила 123,74 становника/km². Општина се простире на површини од 24,77 km². Налази се на средњој надморској висини од 287 метара (максималној 510 m, а минималној 212 m).

## Демографија
| 1962. | 1968. | 1975. | 1982. | 1990. | 1999. | 2011. |
| ----- | ----- | ----- | ----- | ----- | ----- | ----- |
| 2.517 | 2.613 | 3.001 | 2.582 | 2.825 | 3.258 | 3.065 |

График промене броја становника у току последњих година